# Циркниця
Циркниця (словен. Cirknica) — поселення в общині Шентиль, Подравський регіон‎, Словенія.